# 內階增八
大熊座2，又名BD+65 638，HD 72037、SAO 14590、HR 3354，是大熊座的一颗恒星，视星等为5.47，位于銀經150.52，銀緯35.21，其B1900.0坐标为赤經8h 25m 39.1s，赤緯+65° 35.21′ 10″。